# Boisemont (Eure)
Boisemont è un ex comune francese di 794 abitanti situato nel dipartimento dell'Eure nella regione della Normandia. Dal 1º gennaio 2016 è stato fuso con i comuni di Fresne-l'Archevêque e Corny per formare il nuovo comune di Frenelles-en-Vexin, del quale costituisce comune delegato.

## Società

### Evoluzione demografica
Abitanti censiti